# Беззубова, Фёкла Игнатьевна
Фёкла Игна́тьевна Беззу́бова (27 сентября 1880, Од Мурза, Саранский уезд, Пензенская губерния, Российская империя — 12 мая 1966, Саранск, МАССР, РСФСР, СССР) — эрзянская народная сказительница.

## Биография
Родилась 27 сентября 1880 года в селе Од Мурза (в настоящее время — Новые Турдаки Кочкуровского района Мордовии). Национальность — эрзя.
Ф. И. Беззубова выросла в многодетной крестьянской семье и не получила школьного образования, с детства помогая родителям по дому и в поле. Любовь к песням ей привила бабушка Евдокия Ивановна Зверкова.
В 1901 году Феклу вышла замуж за Илью Константиновича Беззубова из соседнего села Семилей. В 1902 году у них родился сын Григорий, который умер, прожив всего шесть недель. В 1905 году родился второй сын — Георгий, в 1914 году третий сын — Василий.
Во время Первой мировой войны мужа Фёклы Игнатьевной забрали на фронт. После его демобилизации, в 1918 году, вместе с мужем и детьми она отправилась искать счастья в Сибирь, но батрачество не спасало от голодной жизни, и вскоре они вернулись в Семилей.
В 1923 году у Беззубовых родилась дочь Любовь. С 1930 года Фёкла Ивановна стала работать в колхозе имени Н. К. Крупской.
Поэтический талант Беззубовой был замечен и оценён участниками фольклорной экспедиции НИИ Мордовской культуры в 1936 году. Участники экспедиции записали от неё множество фольклорных произведений, в том числе и её собственные сказы. С этого времени её произведения начали печатать в газетах и журналах.
В 1939 году Ф. И. Беззубова переехала в Саранск. В этом же году был издан сборник её произведений «Народной морот» (эрз. «Народные песни»).
В годы Великой Отечественной войны Беззубова сочиняла патриотические сказы, частушки, песни. Выезжала для выступлений перед бойцами на фронт в составе творческой бригады.
В 1947 году была депутатом Верховного Совета Мордовской АССР от Рыбкинского избирательного округа
Всего было издано 10 сборников её произведений на эрзянском и русском языке, последним прижизненным сборником стал изданный в 1958 году «Сказт ды морот» (эрз. «Сказы и песни»).
Умерла Ф. И. Беззубова в Саранске, 12 мая 1966 года.

## Награды и звания
- орден Трудового Красного Знамени (31.01.1939)
- орден «Знак Почёта» (1950)
- медаль «За доблестный труд в Великой Отечественной войне 1941—1945 гг.» (1947)

Ф. И. Беззубова была членом Союза писателей СССР с 1938 года.
В 1940 году, в связи с 60-летием, ей было присвоено звание Народной певицы Мордовской АССР.